# Карбаминовая кислота
Карбаминовая кислота (аминокарбоновая, аминометановая или аминомуравьиная кислота, моноамид угольной кислоты) — органическая кислота с химической формулой NH2COOH. В свободном состоянии очень неустойчива и при температуре выше 250 K (-23 °C) разлагается на аммиак и углекислый газ, а в присутствии воды также образуется карбонат аммония. Её соли и сложные эфиры систематически называют карбаматами, сложные эфиры часто также называют уретанами.
В чистом виде не выделена. При пропускании сухих СО2 и NH3 через абсолютный спирт при охлаждении осаждается карбаминово-аммиачная соль NH2COONH4 в виде кристаллического порошка, которая тоже весьма неустойчива и разлагается при температурах заметно ниже 0 °C, хотя её и можно выделить с свободном виде. Побочным продуктом в этой же реакции получается и сама карбаминовая кислота. В твёрдой фазе она, по-видимому, состоит из димеров, причем две молекулы соединены водородными связями между двумя карбоксильными группами -COOH, а не посредством взаимодействия групп -NH2 и -COOH, как в аминокислотах.

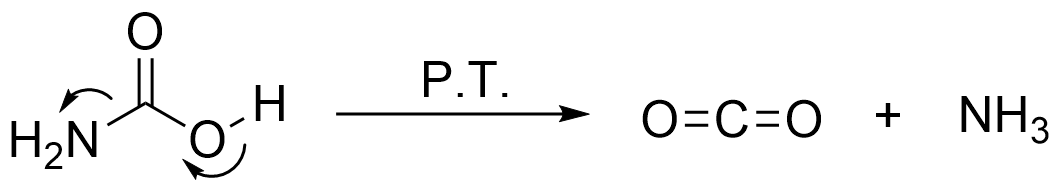
Разложение карбаминовой кислоты на диоксид углерода и аммиак

## Строение
Карбаминовую кислоту можно рассматривать как молекулу, содержащую в своём составе аминогруппу и карбоксильную группу, и, следовательно, как аминокислоту; однако присоединение карбоксильной группы -COOH непосредственно к атому азота без какой-либо промежуточной углеродной цепи заставляет ее вести себя совсем не так, как аминокислоты с промежуточной углеродной цепью. Поэтому простейшей аминокислотой считается глицин NH2CH2COOH. Гидроксильная группа -ОН, присоединенная к углероду, также исключает ее из класса амидов.
Термин «карбаминовая кислота» также используется в общем для любых соединений формы RR’NCOOH, где R и R' представляют собой органические группы или водород.

### Структура
Карбаминовая кислота представляет собой плоскую молекулу.
Аминогруппа карбаминовой кислоты, в отличие от большинства аминов, не протонируется до аммонийной группы NH+
3-. Цвиттер-ионная форма H3N+−COO− очень нестабильна и быстро разлагается на аммиак и диоксид углерода, однако есть сообщение о его обнаружении во льдах, облученных протонами высокой энергии.

## Производные
Известны соли с неорганическим катионом, в частности аммонийная соль, соли щелочных и щёлочноземельных элементов.
Хлорангидрид карбаминовой кислоты CO(NH2)Cl получается при действии сухого хлороводорода на циановокислые соли:
{\displaystyle {\ce {AgCNO + 2HCl -> AgCl + CO(NH2)Cl}}}
или при действии фосгена на нашатырь при нагревании:
{\displaystyle {\ce {COCl2 + NH4Cl -> CO(NH2)Cl + 2HCl}}}
Хлорангидрид представляет собой жидкость с резким запахом, иногда образует призматические кристаллы с температурой плавления 50 °С и температурой кипения 60-62 °С, разлагаясь при кипении на хлороводород и циановую кислоту, которые при охлаждении вновь соединяются, но лишь отчасти, так как главная масса циановой кислоты превращается при этом в циамелид. Постепенное превращение в циамелид с потерей HCl происходит и при хранении при комнатной температуре. Водой хлорангидрид энергично разлагается на углекислоту и нашатырь.
Карбаминовая кислота формально является исходным соединением для нескольких важных семейств органических соединений:

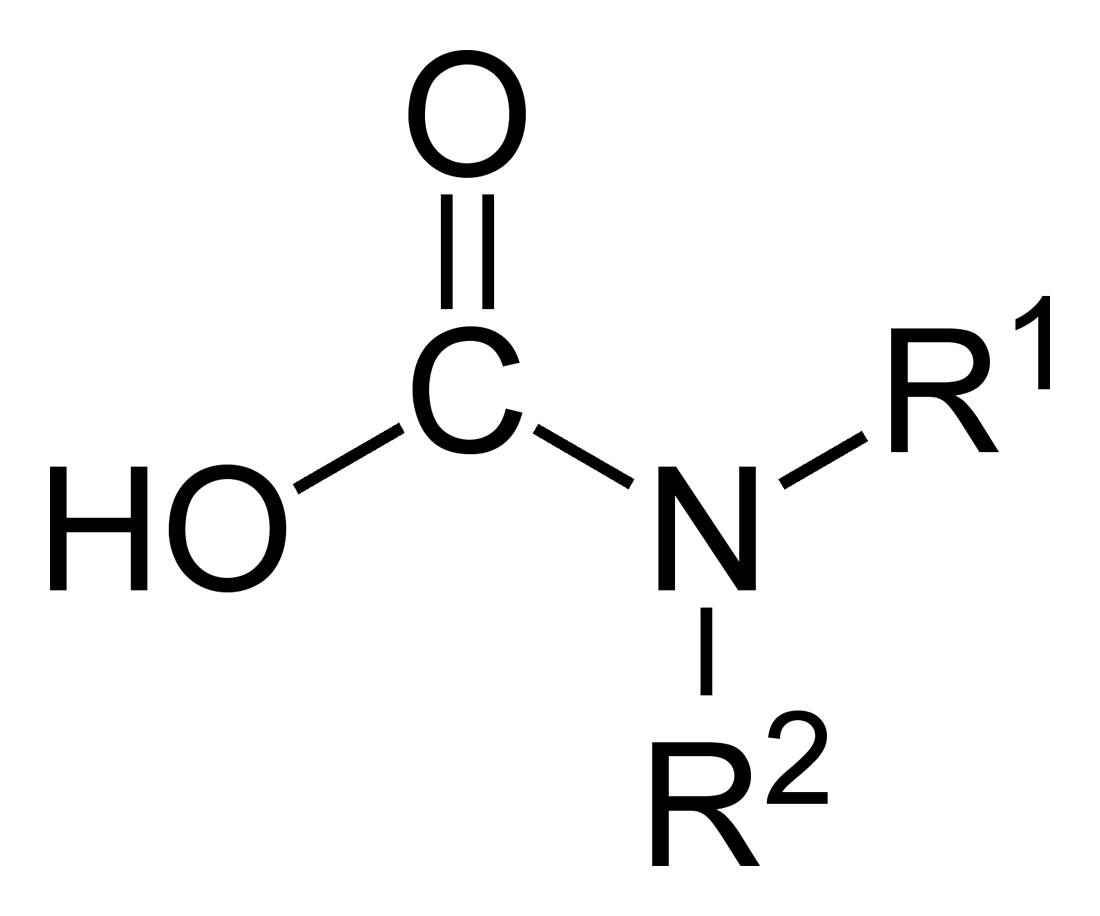
карбаминовые кислоты
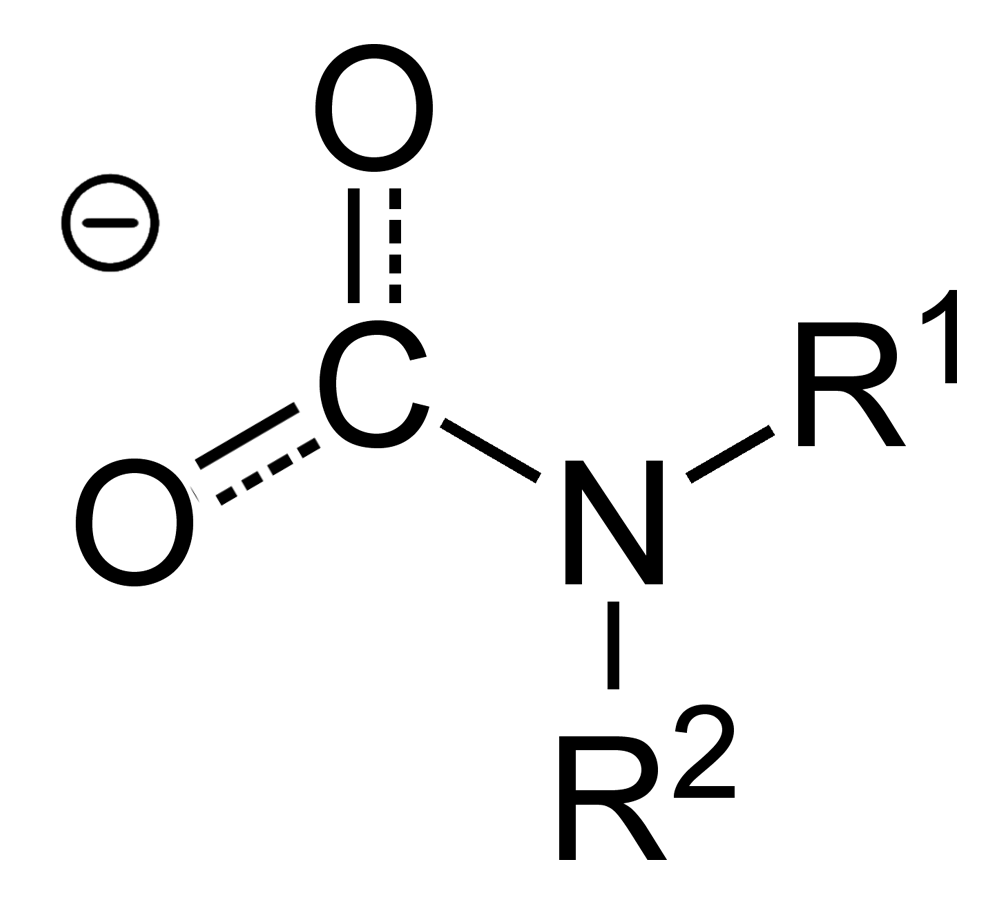
карбамат-анионы
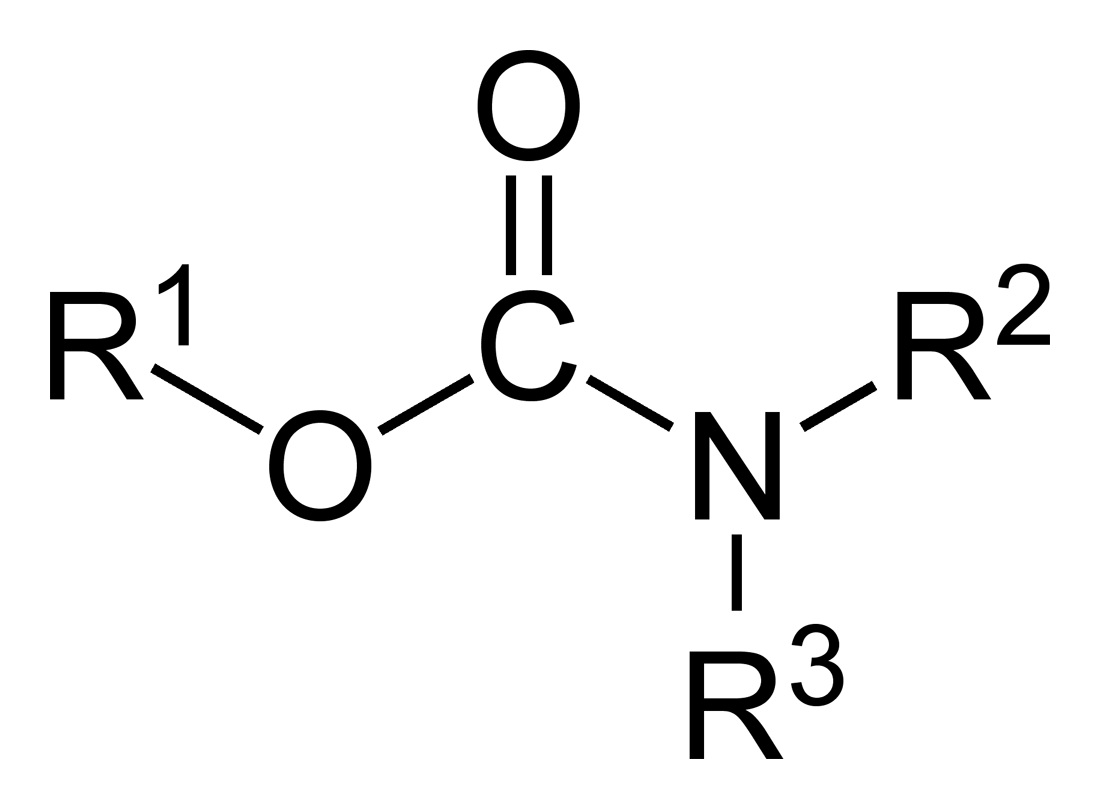
карбаматы или уретаны
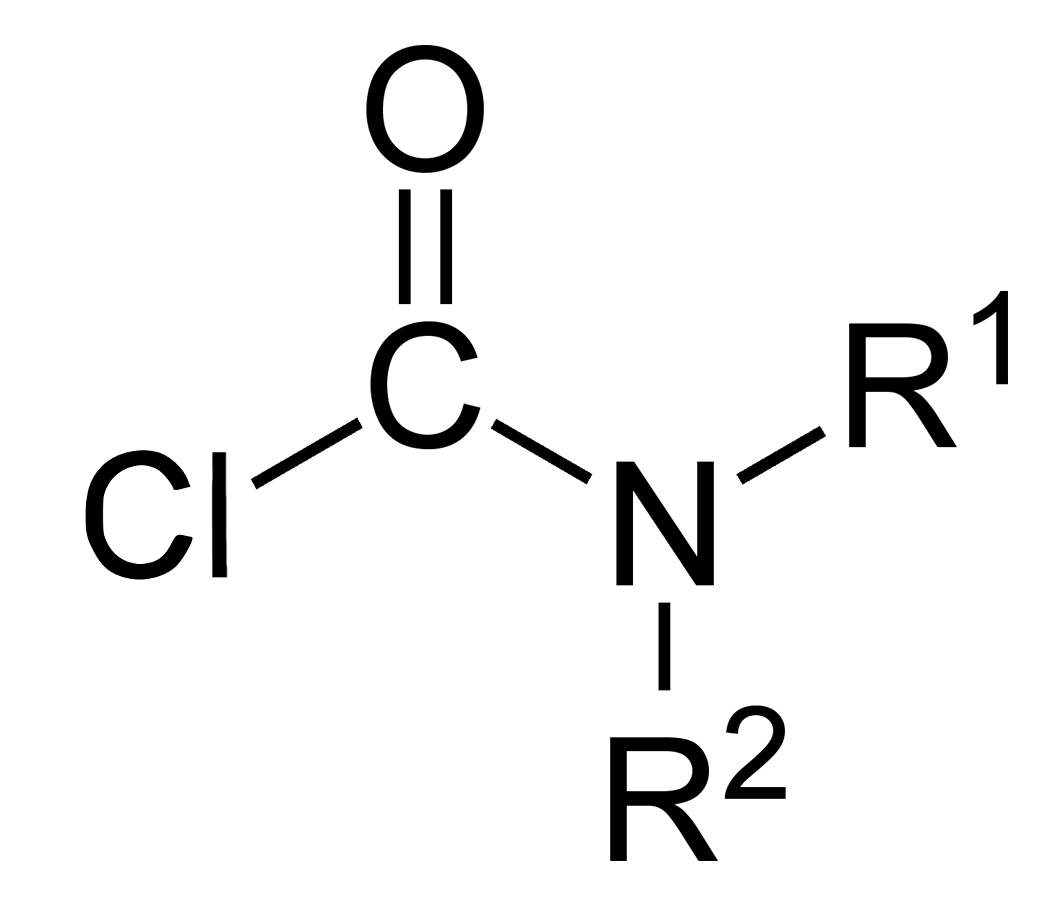
карбамоилхлориды

### Карбаминовые кислоты
Многие замещенные карбаминовые кислоты (RHNCOOH или RR’NCOOH) можно легко синтезировать путем пропускания диоксида углерода через раствор соответствующего амина (RNH2 или RR’NH, соответственно) в соответствующем растворителе, таком как диметилсульфоксид или сверхкритический диоксид углерода. Эти карбаминовые кислоты обычно нестабильны при комнатной температуре и превращаются в исходный амин и двуокись углерода.

### Уретаны
В отличие от карбаминовых кислот, сложные эфиры карбаминовой кислоты обычно стабильны при комнатной температуре. Их получают реакцией карбамоилхлоридов со спиртами, добавлением спиртов к изоцианатам и реакцией карбонатных эфиров с аммиаком. Метилкарбамат и этилкарбамат являются одними из простейших примеров и исторически использовались в текстильной промышленности, оба в настоящее время считаются канцерогенами. Также известен бензилкарбамат.

## Нахождение в природе
Фермент карбаматкиназа, участвующий в нескольких метаболических путях живых организмов, катализирует образование карбамоилфосфата H2N−C(=O)−O−PO32−:
АТФ + NH3 + CO2 ⇌ АДФ + H2N−C (= O)−O−PO32−
Одна молекула гемоглобина может переносить четыре молекулы углекислого газа в легкие в виде карбаматных групп, образующихся в результате реакции CO2 с четырьмя концевыми аминогруппами дезоксиформы. Полученное соединение называется карбгемоглобин.
Он играет роль метаболита кишечной палочки.
Образование метаболитов карбаматглюкуронидов было описано для многих фармацевтических препаратов, и они были идентифицированы у всех видов, обычно используемых в исследованиях метаболизма лекарств (крыса, собака, мышь, кролик, морская свинка и человек). Не было выявлено явной видовой специфичности их образования и предпочтения аминов 1-й или 2-й степени. В литературе также описано много биологических реакций, включающих реакцию СО2 с аминогруппами биомолекул. Например, СО2, образующийся при клеточном дыхании, частично выводится за счет обратимого образования карбамата между СО2 и -аминогруппами альфа- и бета-цепей гемоглобина.
Имеются предпосылки к её наличию в молекулярных облаках межзвёздной среды.

## Применение

### Промышленность
Карбаминовая кислота является промежуточным продуктом в промышленном производстве мочевины, которая включает реакцию двуокиси углерода и аммиака.
CO2 + NH3 → H2NCOOH
H2NCOOH + NH3 → CO(NH2)2 + H2O

### Медицина
Некоторые сложные эфиры карбаминовой кислоты используются в качестве миорелаксантов, в том числе эмилкамат, фенпробамат, стирамат и другие. Они связываются с барбитуратным участком рецептора ГАМКA.

### Инсектициды
Было разработано несколько инсектицидов на основе карбаминовой кислоты; например, алдикарб, севин, карбофуран.

### Органический синтез
Аминогруппа может быть защищена от нежелательных реакций путём образования карбаматной защитной группы -NHC(=O)-OR. При гидролизе сложноэфирной связи образуется карбаминовая кислота -NHC(= O)OH, которая затем теряет двуокись углерода с получением желаемого амина.

## Токсичность
Карбаминовая кислота иногда обнаруживается в виде карбамата у рабочих, подвергшихся воздействию пестицидов. Карбаматы, особенно карбофуран, по-видимому, больше связаны с обильной и разнообразной симптоматикой воздействия пестицидов, чем органофосфаты. Неврологические симптомы возникают у фермеров, подвергающихся профессиональному воздействию инсектицидов, ингибирующих ацетилхолинэстеразу, таких как карбаматы. Продукты карбаминовой кислоты нескольких аминов, таких как бета-N-метиламино-L-аланин (БМАА), этилендиамин и L-цистеин, были причастны к токсичности. Исследования показали, что значительная часть аминосоединений в биологических образцах (которые естественным образом содержат CO2/бикарбонат) могут присутствовать в виде карбаминовой кислоты.